# Edifici Colon
L'Edifici Colon, également appelé Torre Maritima, est un gratte-ciel de Barcelone d'une hauteur de 110 mètres et comportant 28 étages.
Il se trouve sur l'Avinguda de les Drassanes, dans la vieille ville de Barcelone, du côté du Raval et du port de Barcelone.
Construit en 1970 sous la dictature franquiste, il s'agit du premier bâtiment de Barcelone ayant dépassé les 100 mètres de haut.